# Alexander Slabinsky
Alexander Slabinsky (* 6. März 1986 in Iwano-Frankiwsk, Ukraine) ist ein ehemaliger britischer Tennisspieler.

## Karriere
Slabinsky spielte 2005 seine ersten Turniere auf der ITF Future Tour, wo er regelmäßig bis 2007 spielte, ohne große Erfolge zu erzielen. In diesem Jahr gewann er im Einzel seinen ersten Future-Titel, im Doppel standen bereits zwei Titel zu Buche. Auf der ATP Challenger Tour gewann er in Shrewsbury erstmals zwei Matches und stand im Viertelfinale.
2008 gelang ihm ein großer Sprung in der Weltrangliste. Er konnte sich auf der Challenger Tour etablieren und erreichte mehrmals erneut das Viertelfinale im Einzel. Im Einzel in Nottingham kam er dank einer Wildcard im Einzel zu seiner ATP-World-Tour-Premiere, wo er gegen Vince Spadea verlor, und im Doppel stand er mit Chris Eaton ebenfalls mit einer Wildcard im Doppelwettbewerb von Wimbledon, wo die beiden gegen das topgesetzte Team Bob und Mike Bryan unterlagen. Im Einzel war Slabinsky im Oktober des Jahres mit Rang 266 am höchsten notiert. Danach gewann er seltener Matches und musste wieder hauptsächlich bei Futures antreten. Er konnte kein Jahr mehr innerhalb der Top 500 abschließen. Im Doppel qualifizierte er sich 2009 mit Eaton für Wimbledon und gewann dort auch sein einziges Match auf Grand-Slam-Ebene. Im Mai 2010 erreichte er dort mit Platz 275 seinen Karrierebestwert.
Bis Ende seiner Karriere 2013 gewann er vier Einzeltitel auf der Future Tour – die letzten beiden im Jahr 2012; im Doppel gewann er ebenfalls vier Titel, den letzten 2013.